# طارق الدسوقي
طارق الدسوقي (27 ديسمبر 1957 -)، ممثل مصري.

## حياته ونشأته
ولد في القليوبية لأب عامل بالسكة الحديد وأم ممرضة بوزارة الصحة سابقاً.
حصل على بكالوريوس تجارة من جامعة عين شمس، ثم التحق بمعهد الفنون المسرحية وتخرج منه عام 1983.

## مسيرته
عمل في العديد من المسلسلات التلفزيونية، منها: «حصاد الشر»، «موسى بن نصير»، «اللاعبون بالنار»، «السجين»، «في بيتنا رجل»، «وما زال النيل يجري»، «الحب والطوفان»، «عقبة بن نافع»، «بيت الزعفراني»، «زمن العطش»، «نار ورماد»، «لم يكن أبدا لها»، «زرياب»، «زمن عماد الدين». كما شارك في عدد من المسرحيات، أهمها: "مراتي حنان"، «نقول إيه»، «المهزلة»، «الغجري»، «تأشيرة»، «دخول الون».
من أهم إداوره دور عبد الحكيم عامر في فيلم ناصر 56، ودوره في مسلسل السقوط في بئر سبع.